# ريم سامي
ريم سامي هي ممثلةُ مصرية، وتخرجت من الجامعة البريطانية بالقاهرة، وشاركت في عدد من الأعمال الدرامية التليفزيونية، وهي شقيقة المُخرج المصريّ محمد سامي.

## مسيرتها الفنية
تخرجت ريم سامي من الجامعة البريطانية في القاهرة، وبدأت مسيرتها الفنية في عام 2018 حين شاركت في مسلسل للحب فرصة أخيرة، ثُم توالت أعمالها في الدراما التليفزيونيّة العربية لتشارك بعد ذلك في أعمال تليفزيونيّة مثل مسلسل ولد الغلابة، ومسلسل نسل الأغراب مع شقيقها المخرج محمد سامي.

## أعمالها
| سنة العرض | اسم العمل       | نوع العمل | الدور |
| --------- | --------------- | --------- | ----- |
| 2024      | حدوتة منسية     | مسلسل     | تقى   |
| 2023      | ماما غنيمة      | مسلسل     | لمياء |
| 2023      | جميلة           | مسلسل     |       |
| 2021      | نسل الأغراب     | مسلسل     | فاطمة |
| 2020      | البرنس          | مسلسل     | نورا  |
| 2019      | ولد الغلابة     | مسلسل     | قمر   |
| 2018      | للحب فرصة أخيرة | مسلسل     | منى   |

## وصلات خارجية
- ريم سامي على موقع IMDb (الإنجليزية)
- ريم سامي على موقع الدهليز
- ريم سامي على موقع قاعدة بيانات الأفلام العربية
- ريم سامي على موقع قاعدة بيانات الفيلم (الإنجليزية)